# Armageddon Project
Armageddon Project ist ein Musikprojekt von Matteo Delagno und Stefan Croce, zweier italienischer Musikproduzenten und DJs. Sie kreieren düstere Musik aus den Genres Darkcore und Industrial Hardcore.

## Geschichte
Armageddon Project wurde 1997 von Matteo Delgano aus Modena, Italien gegründet.
Delgano war zuvor Gitarrist bei diversen Death-Metal-Bands. Als er eine Dokumentation über die Niederländische Gabber- und Housekultur sah, beschloss er, ähnliche Musik zu machen. 1999 produzierte Delgano unter dem Pseudonym Armageddon Project seinen ersten Track „Everlastin‘ Sorrow“, der 2002 in seinem Label „Head Fuck Records“ erschien.
Stefano Croce aus Bologna, Italien, ebenfalls DJ, traf Delgano in Rimini im April 2000. Delgano lernte von ihm das Mixen, umgekehrt half dieser Croce beim Produzieren von Musik. Seither besteht Armageddon Project aus zwei Personen, die unabhängig voneinander Stücke produzieren, was für eine Musikergruppe ungewöhnlich ist. Armageddon Project produziert seine Musik ausschließlich mit Software, nicht mit Synthesizern.
Selbst beschreiben die beiden ihre Musik als „echten Industrial, relativ langsam, mit viel Einfluss aus dem Techno.“
Dulgano produziert auch Industrial Hardcore unter dem Namen Life:::Runs:::Red.
Der Name Armageddon Project spielt auf den Weltuntergang an.

## Diskografie
| Jahr | Titel EP/CD                                 | Tracklist                           | Producer(s)                               | Label                       |
| ---- | ------------------------------------------- | ----------------------------------- | ----------------------------------------- | --------------------------- |
| 2000 | 1st EP                                      | Elektrokution (A1)                  | Matteo Delgrano                           | Head Fuck Records           |
|      |                                             | Everlasting Sorrow (A2)             | Matteo Delgrano                           |                             |
|      |                                             | Lo-Fi Headache (B1)                 | Matteo Delgrano                           |                             |
|      |                                             | Freak Up (B2)                       | Matteo Delgrano                           |                             |
| 2000 | D-Boy Project 3 - Gheodrome Special Edition | Phantom                             |                                           | D-Boy Black Label           |
| 2000 | Resident E - Episode 2                      | Time Bomb                           |                                           | Edel Records                |
| 2001 | The Pride Lost EP                           | Rebellion (A1)                      | Matteo Delgrano                           | Head Fuck Records           |
|      |                                             | Church of Pentagram (A2)            | Matteo Delgrano                           |                             |
|      |                                             | Chaotik (B1)                        | Matteo Delgrano                           |                             |
|      |                                             | Downfall Part 1 (B2)                | Matteo Delgrano                           |                             |
| 2001 | D-Boy Project 4 - 2001% Hardcore            | Armageddon Style                    |                                           | D-Boy Black Label           |
| 2001 | D-Boy Project 5 - Still Hardcore            | Phase 2                             |                                           | D-Boy Black Label           |
| 2001 | Individuality Control Black Magic           | Through Misery and Suffering (A1)   | Matteo Delgrano & Stefano Croce           | D-Boy Black Label           |
|      |                                             | Spawn of Misanthropy (A2)           | Matteo Delgrano                           |                             |
|      |                                             | From the Ashes (B1)                 | Matteo Delgrano                           |                             |
|      |                                             | Morning Star (B2)                   | Stefano Croce                             |                             |
| 2002 | D-Boy Project 6 - Respect to the Core       | Tell the People                     | Stefano Croce                             | D-Boy Black Label           |
| 2002 | Feeding the Demons Breed                    | Of Dreams and Disillusions (A1)     | Matteo Delgrano                           | The Third Movement          |
|      |                                             | Floatin' in Acheron (A2)            | Matteo Delgrano                           |                             |
|      |                                             | Far Beyond the Triumphants (B1)     | Matteo Delgrano                           |                             |
|      |                                             | Godflesh (B2)                       | Matteo Delgrano                           |                             |
| 2002 | D-Boy Project 7 - Together We Stand         | Nuclear Device                      | Stefano Croce                             | D-Boy Black Label           |
|      |                                             | Chant of the Dancing Shadows        | Matteo Delgrano                           |                             |
| 2002 | The Fifth Revelation EP                     | In the Underworld (A1)              | Stefano Croce                             | D-Boy Black Label           |
|      |                                             | The Fifth Revelation (A2)           | Stefano Croce                             |                             |
|      |                                             | Heretic Brotherhood (B1)            | Matteo Delgrano                           |                             |
|      |                                             | Blessed by Kaos (B2)                | Stefano Croce                             |                             |
| 2002 | Where Angels Fear to Fly                    | Where Angels Fear to Fly (A1)       | Matteo Delgrano                           | D-Boy Black Label           |
|      |                                             | Chosen Riders of Doom (A2)          | Matteo Delgrano                           |                             |
|      |                                             | Impending Deathtone (B1)            | Stefano Croce                             |                             |
|      |                                             | The Golden Path (B2)                | Stefano Croce                             |                             |
| 2004 | Towards a New Deconstruction                | Last Drop in Your Mouth (A1)        | Matteo Delgrano                           | The Third Movement          |
|      |                                             | Insecure Opponents (A2)             | Matteo Delgrano                           |                             |
|      |                                             | Northern Whispers (B1)              | Stefano Croce                             |                             |
|      |                                             | Time to Disobey (B2)                | Stefano Croce                             |                             |
| 2005 | r_AW Essential .04                          | The White Noise Vendetta            |                                           | The Third Movement          |
|      |                                             | Black Candles Overture              |                                           |                             |
| 2006 | Darkside of Hardcore 4                      | Righteous Infliction of Retribution | Matteo Delgrano, Stefano Croce & DJ Promo | Traxtorm Records            |
| 2006 | Perfer Et Obdura...                         | The Punishment Due (A1)             | Matteo Delgrano                           | The Third Movement          |
|      |                                             | Waves of Hate (Juda's Mark) (A2)    | Matteo Delgrano                           |                             |
|      |                                             | Icons of Disorder (B1)              | Stefano Croce                             |                             |
|      |                                             | Witchcraft and Desire (B2)          | Matteo Delgrano                           |                             |
| 2009 | Cineri Gloria, Funeral for a Vision         | Beat Conductor (A)                  |                                           | Industrial Strength Records |
|      |                                             | Scorn of a Dying Glare (B1)         |                                           |                             |
|      |                                             | Silent Rest of the Undefeated (B2)  |                                           |                             |